# Elecciones parlamentarias de Tayikistán de 2020
Las elecciones parlamentarias tuvieron lugar en Tayikistán el 1 de marzo de 2020. El resultado fue una gran victoria para el partido que gobernaba, el Partido Democrático Popular, el cual ganó 47 de los 63 escaños. La única oposición, el Partido Socialdemocrático, solo recibió un 0,3% de los votos.

## Sistema electoral
Los 63 miembros de la Asamblea de Representantes se eligen por dos métodos: 41 miembros se eligen en circunscripciones uninominales mediante el sistema de dos vueltas, mientras que 22 escaños se eligen por representación proporcional en una circunscripción única de ámbito nacional, con un umbral electoral del 5%. Los electores votan una sola vez por un candidato en su circunscripción uninominal, y el total de votos recibidos en todas las circunscripciones se utiliza para determinar los escaños proporcionales. En cada circunscripción, la participación electoral debe ser de al menos el 50% para que las elecciones se declaren válidas.

## Campaña
241 candidatos participaron en las elecciones, 65 para las 22 escaños con lista de partidos y 176 para los 41 escaños con circunscripciones.
El Partido del Renacimiento Islámico de Tayikistán fue incapaz de participar, prohibido por las autoridades sobre alegaciones terroristas en 2015.